# Sylwester Przedwojewski
Sylwester Przedwojewski (ur. 1 stycznia 1920 w Długosiodle, zm. 2 lutego 2015 w Warszawie) – polski aktor teatralny i filmowy. Walczył w powstaniu warszawskim pod pseudonimem „Irek” w stopniu kaprala w batalionie „Kiliński”.
W roku 1958 zdał egzamin eksternistyczny. Występował m.in. w Teatrze Syrena w Warszawie i Teatrze Komedia w Warszawie.

## Filmografia
- 1988: Rzeczpospolitej dni pierwsze
- 1988: Gdzieśkolwiek jest, jeśliś jest... – gość na przyjęciu dyplomatycznym, nie został wymieniony w czołówce
- 1988: Zmowa – gość na weselu Tomaszków
- 1987: Ballada o Januszku – nauczyciel
- 1987: Anioł w szafie – aktor
- 1982: Pensja pani Latter
- 1980: Zamach stanu – oficer, nie został wymieniony w czołówce
- 1978: Co mi zrobisz, jak mnie złapiesz – konduktor w pociągu podmiejskim
- 1974: Nie ma róży bez ognia – urzędnik w willi, nie został wymieniony w czołówce
- 1974: Święty Mikołaj pilnie poszukiwany – chory Mikołaj, nie został wymieniony w czołówce
- 1970: Prawdzie w oczy – żołnierz WSW podwożący Zawadę do huty
- 1969: Zbrodniarz, który ukradł zbrodnię – naczelnik więzienia
- 1969: Paragon gola – komentator meczu Syrenki z Polonią, nie został wymieniony w czołówce
- 1967: Cześć kapitanie
- 1967–1968: Stawka większa niż życie – żołnierz niemiecki w samochodzie, nie został wymieniony w czołówce
- 1967: Westerplatte – żołnierz grający w warcaby, nie został wymieniony w czołówce
- 1967: Kwestia sumienia
- 1966: Don Gabriel – żołnierz wybierający ochotników
- 1966: Małżeństwo z rozsądku – sprzedawca mebli, nie został wymieniony w czołówce
- 1966: Pieczone gołąbki – gość z Zachodu, nie został wymieniony w czołówce
- 1966: Piekło i niebo – żołnierz, nie został wymieniony w czołówce
- 1965: Walkower
- 1963: Pasażerka – strażnik, nie został wymieniony w czołówce
- 1961: Ogniomistrz Kaleń – porucznik Daszewski
- 1958: Pan Anatol szuka miliona – sprzedawca w sklepie sportowym
- 1957: Kapelusz pana Anatola – milicjant zabierający pana młodego, nie został wymieniony w czołówce

Źródło: Filmpolski.pl.

### Gościnnie
- 1989: Modrzejewska – pracownik hotelu Moldavie
- 1988–1991: Pogranicze w ogniu – ekspert polskiego wywiadu sprawdzający papiery dostarczone przez Renatę
- 1988–1991: W labiryncie – Kubicz, pacjent leżący w szpitalu razem z Franciszkiem Haniszem
- 1986: Zmiennicy – kioskarz
- 1981: Najdłuższa wojna nowoczesnej Europy – inżynier Treter (odc. 3 i 5)
- 1979: Tajemnica Enigmy – fałszywy policjant, szpieg niemiecki w Brześciu nad Bugiem
- 1976: Polskie drogi – gestapowiec legitymujący Niwińskiego
- 1976: Wakacje – uczestnik obozu lekarzy
- 1975: Dyrektorzy – zwolniony robotnik
- 1973: Janosik – Góral
- 1972: Kopernik (odc. 2)
- 1969: Do przerwy 0:1 – komentator meczu Syrenki (odc. 7)
- 1965–1966: Wojna domowa – ojciec na wywiadówce zgłaszający wnioski o powołanie Komisji Umywalkowej i Papierosowej, nie został wymieniony w czołówce

Źródło: Filmpolski.pl.